# Casum sentit dominus
Casum sentit dominus o res perit domino es una frase legal latina que se traduce vagamente como «el propietario siente el accidente». Significa que es el propietario quien tiene que asumir el riesgo de daño accidental a él o pérdida accidental de su propiedad. Tomado de manera más general, connota el principio fundamental del derecho privado de que es el propietario quien debe soportar el daño a su persona o propiedad y que solo él puede solicitar reparación a un tercero, y solo cuando existen motivos legales específicos para su compensación.
El brocardo ha sido descrito como el principio básico del derecho de responsabilidad civil y se atribuye al jurista romano Ulpiano.

## Institución jurídica

### Descripción y análisis
La frase jurídica o máxima jurídica casum sentit dominus es un principio del derecho privado romano y una característica de la mayoría de los sistemas de derecho civil europeos. Significa que el propietario tiene que asumir el riesgo de cualquier pérdida o daño que accidentalmente le ocurra a él o a su propiedad (casus). El propietario puede buscar reparación solo si un tercero puede ser legalmente responsable por este daño. La principal vía de reparación en tales casos es la ley de responsabilidad civil.
Desde un punto de vista social, el principio trae a la mente que el daño a la persona o a la propiedad está bloqueado en el momento en que se produce el daño, y que este daño no se puede deshacer más tarde (ya que, incluso si se repara el daño, esto no deshacer el hecho de que el daño ocurrió (y necesitaba ser abordado) en primer lugar). Si el propietario es indemnizado por un tercero y se restablece el statu quo ante, esto solo se logrará quitando una cantidad equivalente a este tercero y transfiriéndola al propietario del bien dañado. Esta transferencia puede aumentar aún más la pérdida para la sociedad, ya que pueden generarse costos de transacción.
En su análisis de la máxima, el erudito Andreas Wacke ha argumentado que el principio se puede dividir en dos partes: en primer lugar, hace hincapié en que un propietario tiene que soportar el daño a su propiedad. En segundo lugar, destaca que si la pérdida del propietario es definitiva o si puede oponer recurso contra un tercero, requiere que tenga un derecho legal a su disposición para compensar su pérdida.

### Crítica
Casum sentit dominus ha sido criticado de vez en cuando por ser una regla sin contenido tangible. Esta crítica se basa en el hecho de que la máxima legal deja sin explicar cómo diferenciar entre una pérdida accidental y una pérdida que puede potencialmente crear responsabilidad. En el siglo XIX, el líder pandectista alemán Bernhard Windscheid, por ejemplo, argumentó que, como regla, casum sentit dominus es «insostenible, inútil y en forma general incorrecta». Un siglo después, C. J. Claassen escribió en su Dictionary of Legal Words and Phrases (Volumen IV, Durban, 1977) que «[n]o existe una regla general de derecho que res perit domino. Es simplemente una perogrullada evidente por sí misma».
Sin embargo, Wacke ha defendido el principio y razonado que, si bien este y otros brocardos legales «no establecen ninguna regla de factibilidad inmediata», »inspiran la enseñanza legal» y «obligan a los comentaristas de códigos a definir el alcance de la aplicación de tales principios». Siguiendo a Henri Roland y Laurent Boyer, considera estos brocardos como «guardianes de la eternidad [...] más duraderos que las codificaciones».

## Historia
El principio casum sentit dominus se remonta al jurista romano Ulpiano. En los Digestos por lo general D. Animalium vero casus mortesque, quae sine culpa accidunt, fugae servorum qui custodiri non solent, rapinae, tumultus, incendia, aquarum magnitudines, impetus praedonum a nullo praestantur.) se cita como fuente del principio. En el Codex Justinianus, C. 4,24,9 se cita comúnmente.
Immanuel Kant discutió el principio en su 1784 Vorlesung über Naturrecht Feyerabend.

## Codificaciones y derecho anglosajón

### Ley civil
El principio de casum sentit dominus está codificado en la Sección 1311 Sentencia 1 del Código Civil de Austria:

Der bloße Zufall trifft denjenigen, in dessen Vermögen oder Person er sich ereignet.
La mera coincidencia afecta a la persona en cuya fortuna o persona se produce.
Sección 1311.

El Tribunal Supremo austríaco utilizó por última vez la frase casum sentit dominus en una sentencia de 2010.  También se encuentra una variación en el artículo 1105 del Código Civil de España:

Fuera de los casos expresamente mencionados en la ley, y de los en que así lo declare la obligación, nadie responderá de aquellos sucesos que no hubieran podido preverse, o que, previstos, fueran inevitables.
Artículo 1105 del Código Civil.

En el Código Civil de Países Bajos, se codifican nociones similares en los artículos 8:543 y 8:1004(2) del Código Civil de Países Bajos. El Código Civil de Alemania, sin embargo, no contiene una disposición que lo codifique explícitamente.

### Derecho anglosajón
El derecho anglosajón contiene una idea similar, aunque no expresada en esta frase latina. Oliver Wendell Holmes escribe en su libro The Common Law de 1881:

For civil liability, in its immediate working, is simply a redistribution of a existing loss between two individuals; and it will be argued [...] that sound policy lets losses lie where they fall, except where a special reason can be shown for interference.
Porque la responsabilidad civil, en su funcionamiento inmediato, es simplemente una redistribución de una pérdida existente entre dos individuos; y se argumentará [...] que una buena política permite que las pérdidas queden donde caen, excepto cuando se pueda demostrar una razón especial para la interferencia.
Oliver Wendell Holmes Jr.

### Sistemas jurídicos mixtos
El principio también ha sido aceptado en sistemas jurídicos mixtos como el de Sudáfrica, que se basan en el derecho romano-neerlandés. El juez de la División de Apelaciones de Sudáfrica Toon van den Heever en un caso de 1949 comparó el principio con un rayo:

Like lightning, [...] the incidence of loss is where it strikes unless the direct sufferer can avail himself of some legal rule which serves to conduct the loss on the head of someone else.
Como un relámpago, [...] la incidencia de la pérdida está donde cae, a menos que la víctima directa pueda valerse de alguna regla legal que sirva para conducir la pérdida sobre la cabeza de otra persona.
Toon van den Heever.

### Citas al pie
1. ↑  Zimmermann, 1996, p. 154.
2. 1 2 3  Jansen, 2016, Footnote 2.
3. 1 2 3 4 5 6 7  Wacke, 1987, p. 318.
4. ↑  Jansen, 2016, p. 234.
5. ↑  Byrd, 1993, p. 63.
6. 1 2  Zimmermann, 1996, Footnote 12.
7. 1 2 3  Jansen, 2016, p. 233.
8. 1 2 3 4  Wacke, 1987, p. 319.
9. ↑  Wacke, 1987, pp. 318–319.
10. ↑  Windscheid, 1882, Footnote 5.
11. ↑  Wacke, 1987, p. 330.
12. ↑  Kordasiewicz, 2022, p. 25.
13. ↑  Byrd, 1993, pp. 63–64. Footnote 50
14. 1 2  Joubert, 1987, p. 332.